# كريستيان هانسن
كريستيان هانسن (بالدنماركية: Christian Hansen) هو سياسي دانمركي، ولد في 12 أغسطس 1963. حزبياً، نشط في Danish People's Party ‏. وقد انتخب عضو فولكتنغ ‏ عن دائرة West Jutland (Folketing constituency) ‏ وقد انضم خلال فترته النيابية ‏ للكتلة البرلمانية Danish People's Party ‏.